# Tony Hurel
Tony Hurel (Lisieux, 1º novembre 1987) è un ex ciclista su strada francese, attivo come Elite/Under-23 dal 2006 al 2022.

## Carriera
Membro della squadra Vendée U a partire dal 2008, Tony Hurel passa nelle file della BBox Bouygues Telecom di Jean-René Bernaudeau come stagista già a fine 2009; non confermato per la stagione successiva, torna alla Vendée U, filiale giovanile della Bbox. Analoga situazione si ripete la stagione successiva, ma in questo caso Hurel ha la possibilità di firmare un contratto per passare professionista a partire dal 2011 con la Bouygues, divenuta Team Europcar.
Durante il suo primo anno tra i pro, si mette in luce nella corsa in linea dei campionati nazionali, andando prima in fuga e poi aiutando il capitano Thomas Voeckler nella parte finale della gara. Nel 2012 coglie il primo successo, aggiudicandosi La Poly Normande.

## Palmarès
- 2005 (Juniores)

Classifica generale Ronde des Vallées
Circuito Cántabro
- 2008 (Vendée U, una vittoria)

Vuelta a la Comunidad de Madrid Under-23
- 2009 (Vendée U, tre vittorie)

Circuit de la Vallée de la Loire
8ª tappa, 2ª semitappa Tour de la Martinique (Riviére-Pilote, cronometro)
Trophée des Champions
- 2010 (Vendée U, sei vittorie)

4ª tappa Circuit des Plages Vendéennes
Classifica generale Circuit des Plages Vendéennes
Paris-Connerré
Champion des Pays de Loire
4ª tappa Tour de la Manche
Grand Prix SADE
- 2012 (Europcar, una vittoria)

La Poly Normande
- 2017 (Direct Energie, una vittoria)

2ª tappa La Tropicale Amissa Bongo (Leconi > Franceville)
- 2018 (Sojasun Espoir - ACNC, due vittorie)

3ª tappa Tour du Loir-et-Cher (Droué > Vendôme)
3ª tappa Tour de Bretagne (Baden > Clohars-Carnoët)

## Piazzamenti

### Grandi Giri
- Giro d'Italia

2014: 134º
- Vuelta a España

2015: 145º
2016: ritirato (9ª tappa)

### Classiche monumento
- Milano-Sanremo

2014: ritirato
- Giro delle Fiandre

2014: ritirato
2015: 110º
- Parigi-Roubaix

2017: ritirato